# Bernhard Hieronymus Ludwig

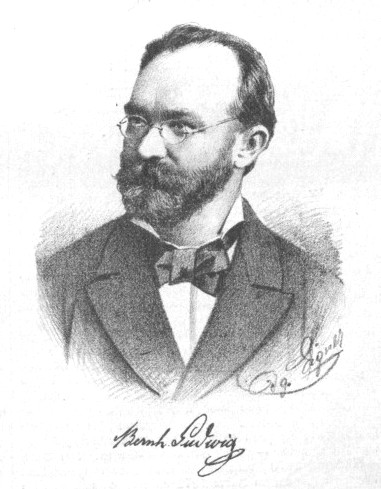
Bernhard Ludwig (Ignaz Eigner, 1888)

Bernhard Hieronymus Ludwig (* 2. März 1834 in  Mülsen St. Jacob; † 12. September 1897 in Wien) war ein österreichischer Möbelfabrikant und Hof-Kunsttischler.

## Biografie
Bernhard Hieronymus Ludwig erlernte das Tischlerhandwerk bei seinem Vater und ging nach seiner Freisprechung im Juli 1851 als Geselle auf Wanderschaft. 1855 machte er sein Meisterstück und ging anschließend als Tischlergehilfe und Werkführer nach Wien. 1862 leistete er den Untertaneneid und eröffnete in Wien an der Gumpendorfer Straße 117 im 6. Bezirk eine gewerbliche Zeichenschule für Tischler, Tapezierer und Bildhauer. Mehrere Inhaber von später bekannt gewordenen Wiener, Budapester und Prager Tischlerfirmen empfingen dort ihre Ausbildung. Gleichzeitig gab er für seine Berufskollegen Möbelvorlagen heraus. Er erhielt mehrere Aufträge, Entwürfe für Wohnungseinrichtungen in Palais und Schlössern auszuarbeiten, lieferte die endgültigen Zeichnungen und wurde schließlich damit betraut, die Ausführung zu beaufsichtigen.
Ludwig gründete 1865 neben der Zeichenschule ein eigenes Unternehmen. 1870 erhielt er für seine Ausstellung in Graz die Große Goldene Medaille. Er gründete 1871 in Suben in Oberösterreich eine Zweigfabrik, die jedoch später wieder aufgelassen wurde. 1873 beteiligte er sich gemeinsam mit dem Tapezierer Anton Fix an der Weltausstellung in Wien, wo er ein Ehrendiplom erhielt. 1877 übersiedelte er seinen Betrieb an die Münzwardeingasse 2 im 6. Bezirk, Architekt des heute denkmalgeschützten Fabrik- und Wohngebäudes war Carl Langhammer.
Durch ein besonderes Imprägnierverfahren gelang es Ludwig, das bis dahin eher als Brennmaterial verwendete Buchenholz auch für Bauzwecke verwendbar zu machen. In den 1880er Jahren konnte er bereits vollkommene Wohnungseinrichtungen aus Buchenholz herstellen, die in Fachkreisen beachtet wurden. Ludwig war am Bau mehrerer Wiener Monumentalbauten beteiligt.
Zu dieser Zeit war er bereits k.k. Hofkunsttischler. Er beteiligte sich erfolgreich an der elektrischen Ausstellung und führte dort den von ihm erfundenen elektrischen Brandstift vor. Diese Technik ersetzte er später für die Möbel durch eine von ihm erfundene „Brandtechnik“, die 1888 auf der Jubiläumsausstellung des Österreichischen Gewerbevereins Aufmerksamkeit fand.
1893 erwarb er zur Erweiterung seines Betriebes einen Grund zwischen der heutigen Färbermühlgasse und der Südbahn in der Nähe des Bahnhofs Liesing, um dort eine zweite größere Fabrik zu erbauen, deren Fertigstellung er jedoch nicht mehr erleben sollte, sondern von seinem Sohn Bernhard Ludwig 1898 vollendet wurde.
Ludwig zog sich 1896 aus gesundheitlichen Gründen zurück und übergab die Leitung des Betriebes seinem Sohn Bernhard Ludwig. Er verstarb am Abend des 12. Septembers 1897 in seinem 64. Lebensjahr und hinterließ zwei Söhne und drei Töchter. Er wurde auf dem Kalksburger Ortsfriedhof in der Familiengruft beigesetzt.
Sein Unternehmen war landesweit und international bekannt. Für seine Verdienste und auf Grund der Qualität seiner Arbeit wurde er nebst als k.k. Hoflieferant im Jahre 1878 zum königlich rumänischen Hof-Kunsttischler ernannt. Zusätzlich war er Ritter des Franz-Joseph-Ordens.